# Чайні
Чаєві, чайні (Theaceae) — родина рослин, яка входить у порядок вересоцвіті (Ericales).

## Ботанічний опис
Чайні — багаторічні дерева та чагарники.
Для рослин родини характерні прості або чергові шкірясті листки.
Квітки поодинокі, досить великі, мають біле, рожеве або темно-червоне забарвлення.
Плід — коробочка, суха кістянка, рідше ягода. Рослини родини запилюються бджолами, осами, мухами, мурахами й жуками.

## Поширення
Представники родини поширені у Східній Азії, Африці, Центральній та Південній Америці.
Є роди, що мають обмежене поширення: Apterosperma та Euryodendron ростуть тільки у Південному Китаї, Archboldiodendron — у Новій Гвінеї, Dankia — у В'єтнамі, Visnea — на Канарських островах.

## Класифікація
За даними сайту The Plant List, родина Чайні налічує 13 родів та 365 видів.
- Apterosperma
- Camellia — Камелія
- Euryodendron
- Franklinia — Франклінія
- Gordonia — Гордонія
- Hartia
- Malachodendron
- Piquetia
- Polyspora
- Pyrenaria
- Schima
- Stewartia — Стюартія
- Theopsis

## Економічне значення
Найвідомішим родом є Камелія. Листки Camellia sinensis використовуються для виготовлення чаю. Для цієї ж мети в різних частинах Азії використовуються інші види роду: Camellia taliensis, Camellia gradnibractiata, Camellia kwangsiensis, Camellia gymnogyna, Camellia crassicolumna, Camellia tachangensis, Camellia ptilophyllaand і Camellia irrawadiensis.
Велика частина садових форм камелії походять від виду Camellia japonica, привезеного до Європи з Китаю у XVIII ст. Рослини з роду Гордонія та деяких інших родів цієї родини також культивуються як декоративні рослини.

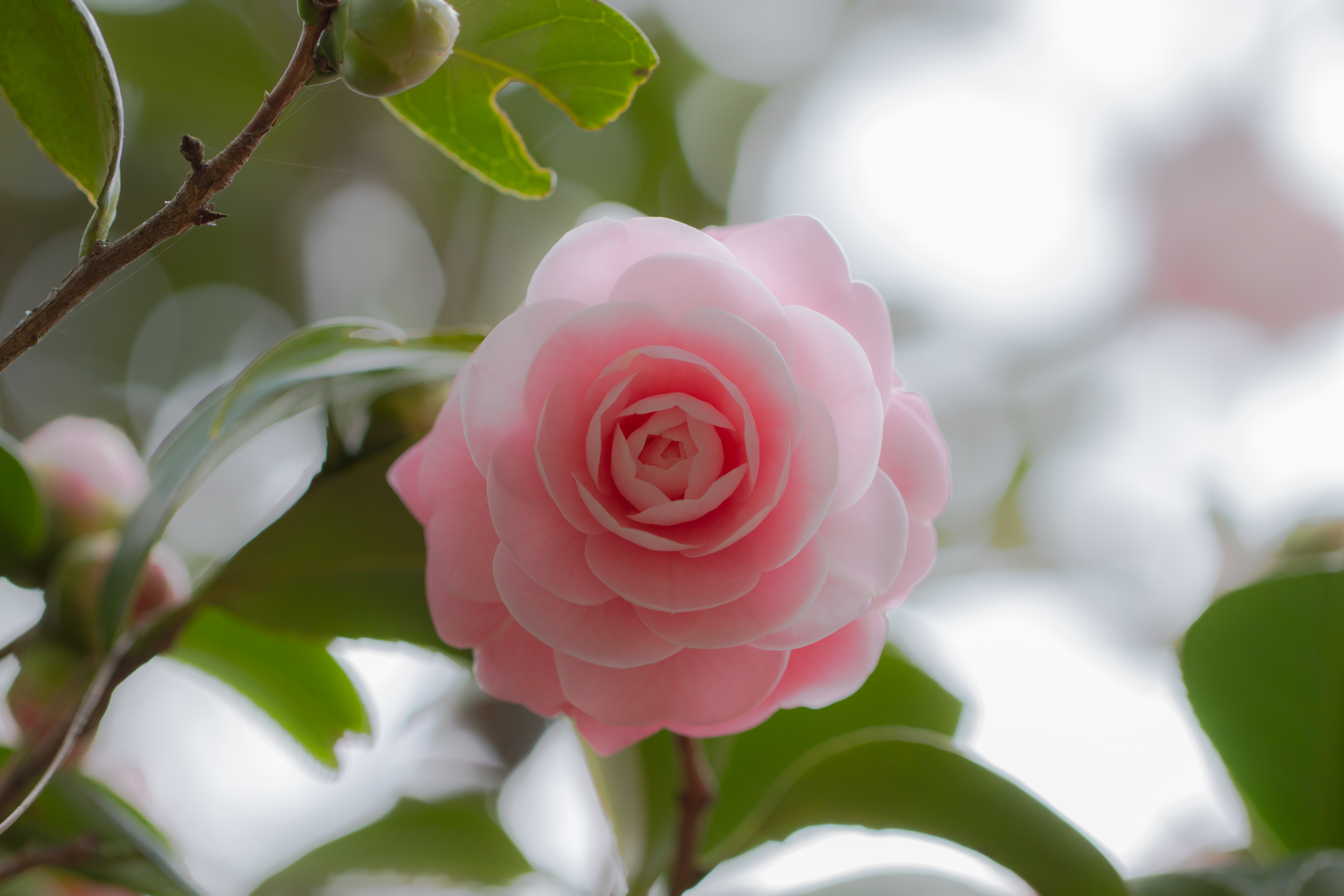
Квітка декоративної камелії
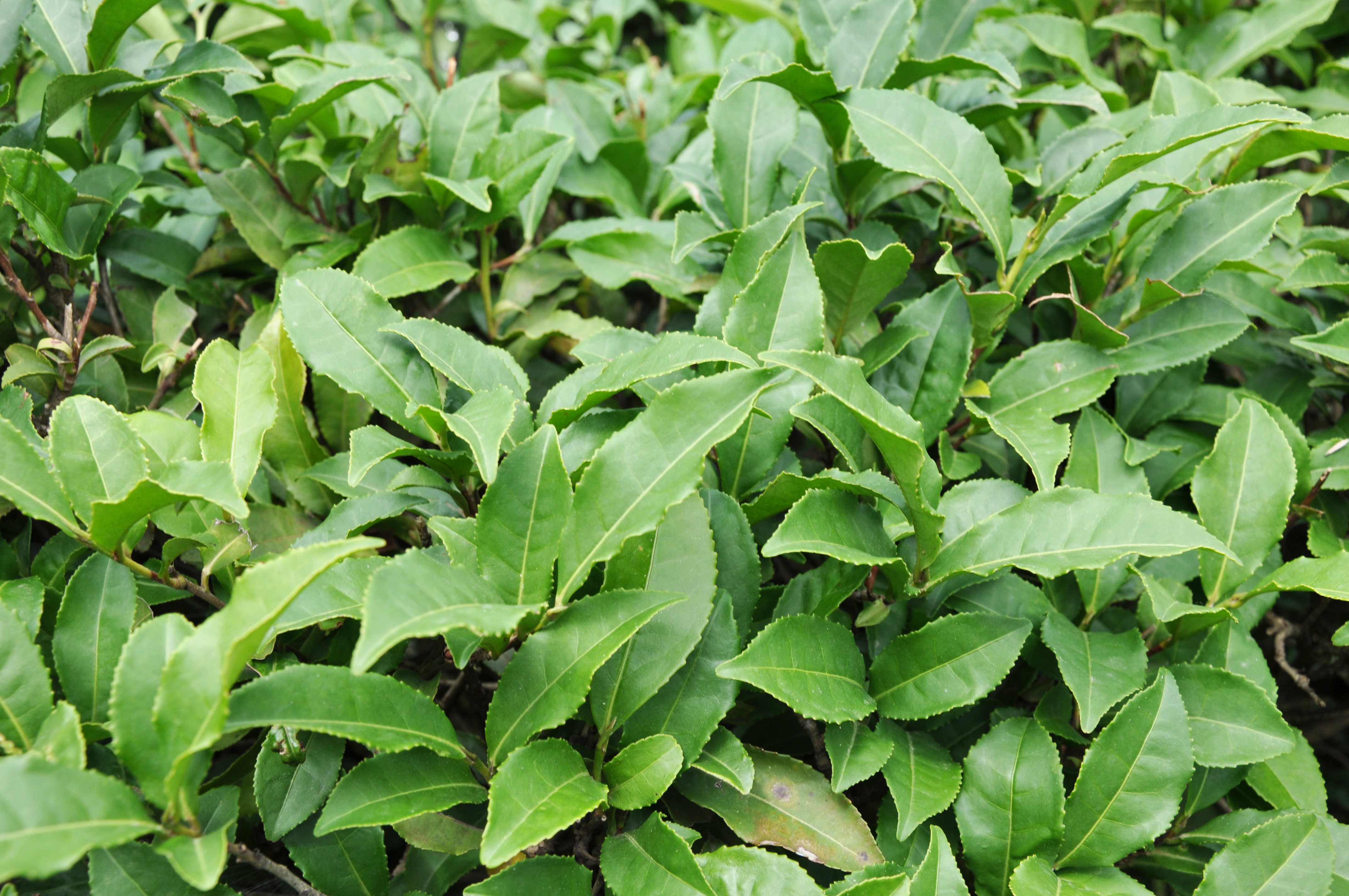
Camellia sinensis
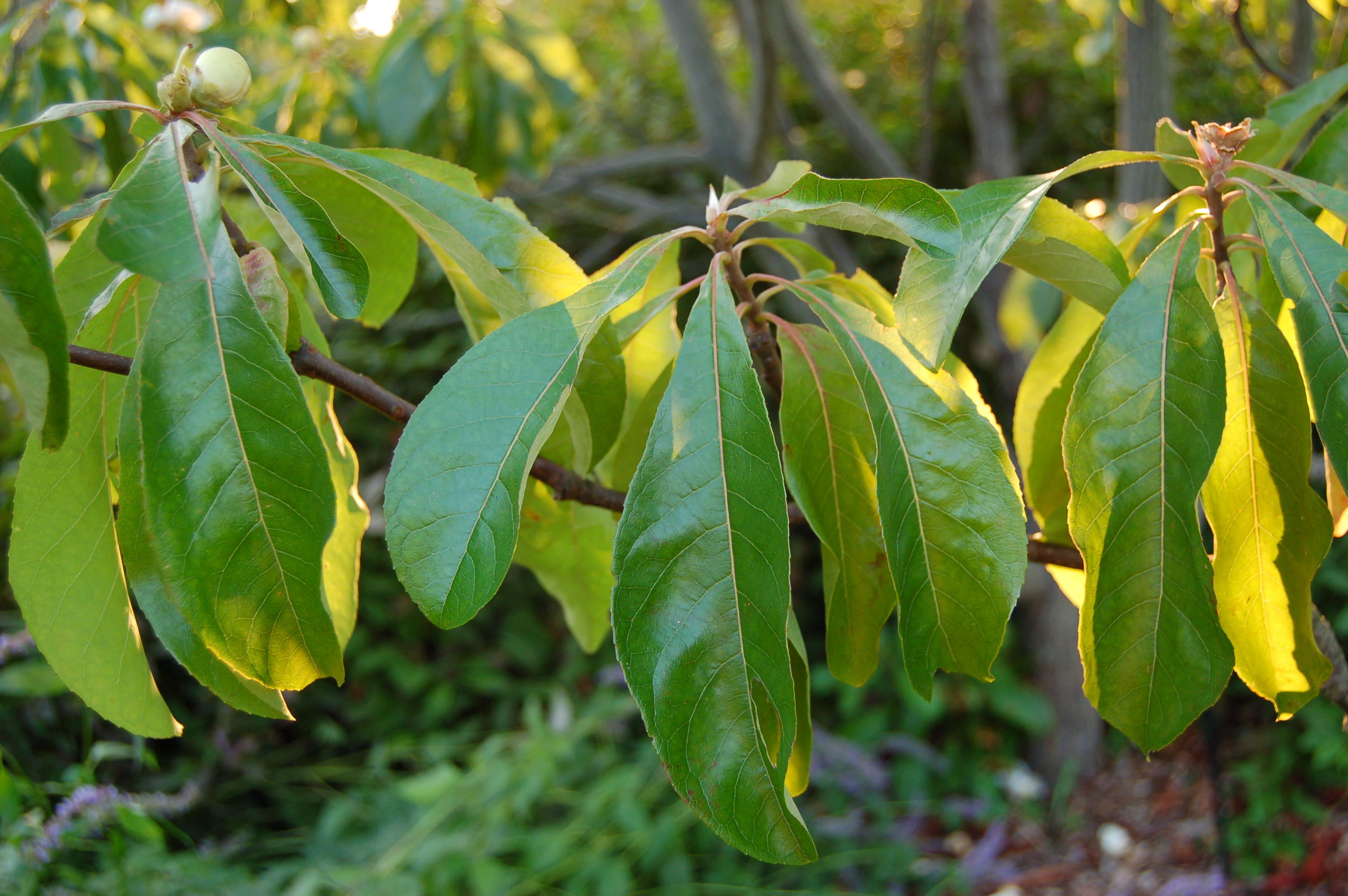
Листки Franklinia alatamaha
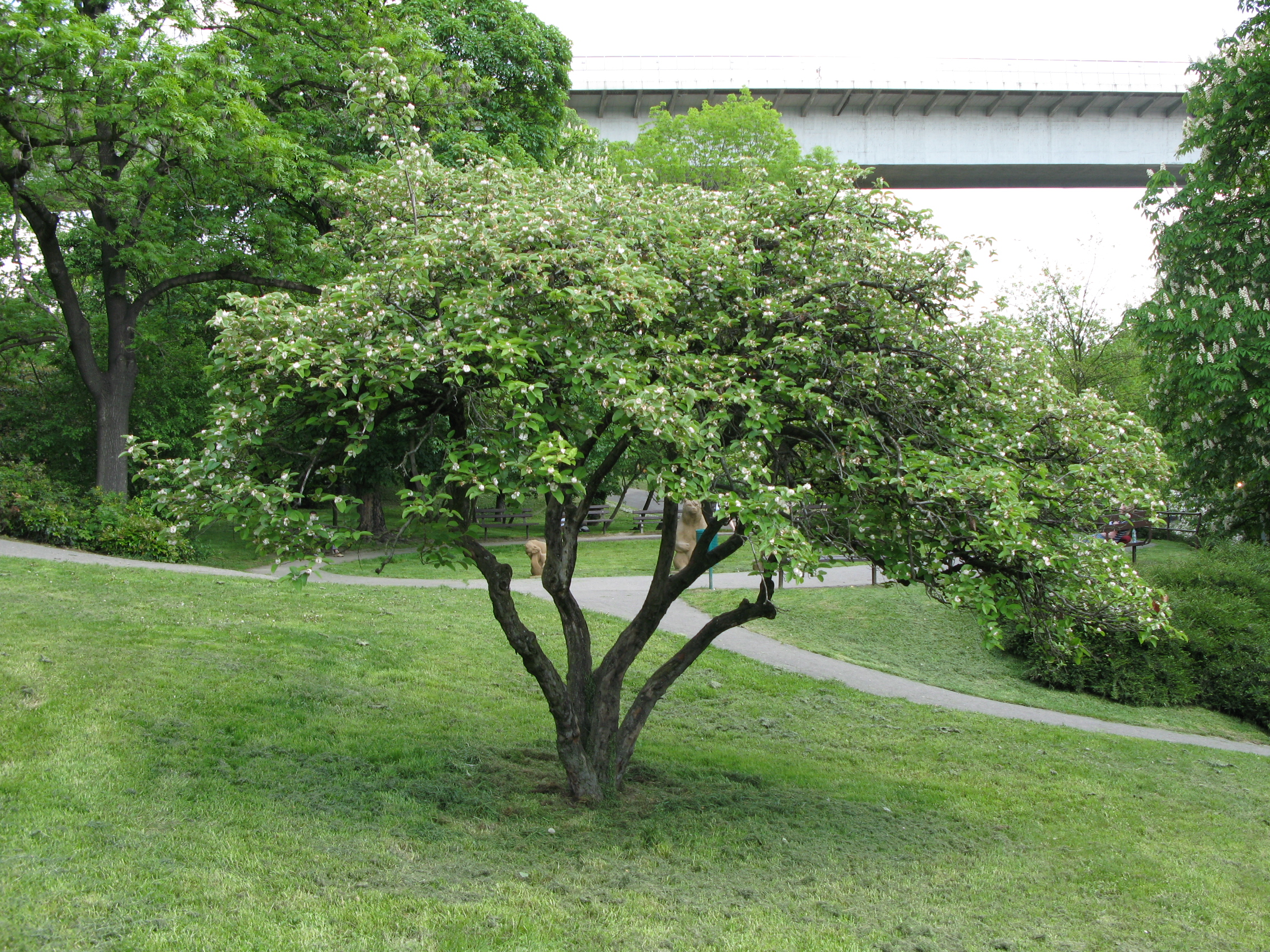
Stewartia